# Extreme High Definition
La risoluzione Extreme High Definition o XHD può raggiungere i 2560×1600p (4 megapixel).
Permette di visualizzare video e immagini ad una qualità doppia della risoluzione 1920×1080p con colori migliori e dettagli maggiori.
Per ora non esistono supporti che possano fornire questo segnale nativo, nemmeno il Blu-ray Disc della Sony o il DVD HD della Microsoft ma sono in via di sviluppo alcuni giochi per PC che saranno in grado di raggiungerlo oppure potrà essere supportato dagli HVD.